# Lankenaustift

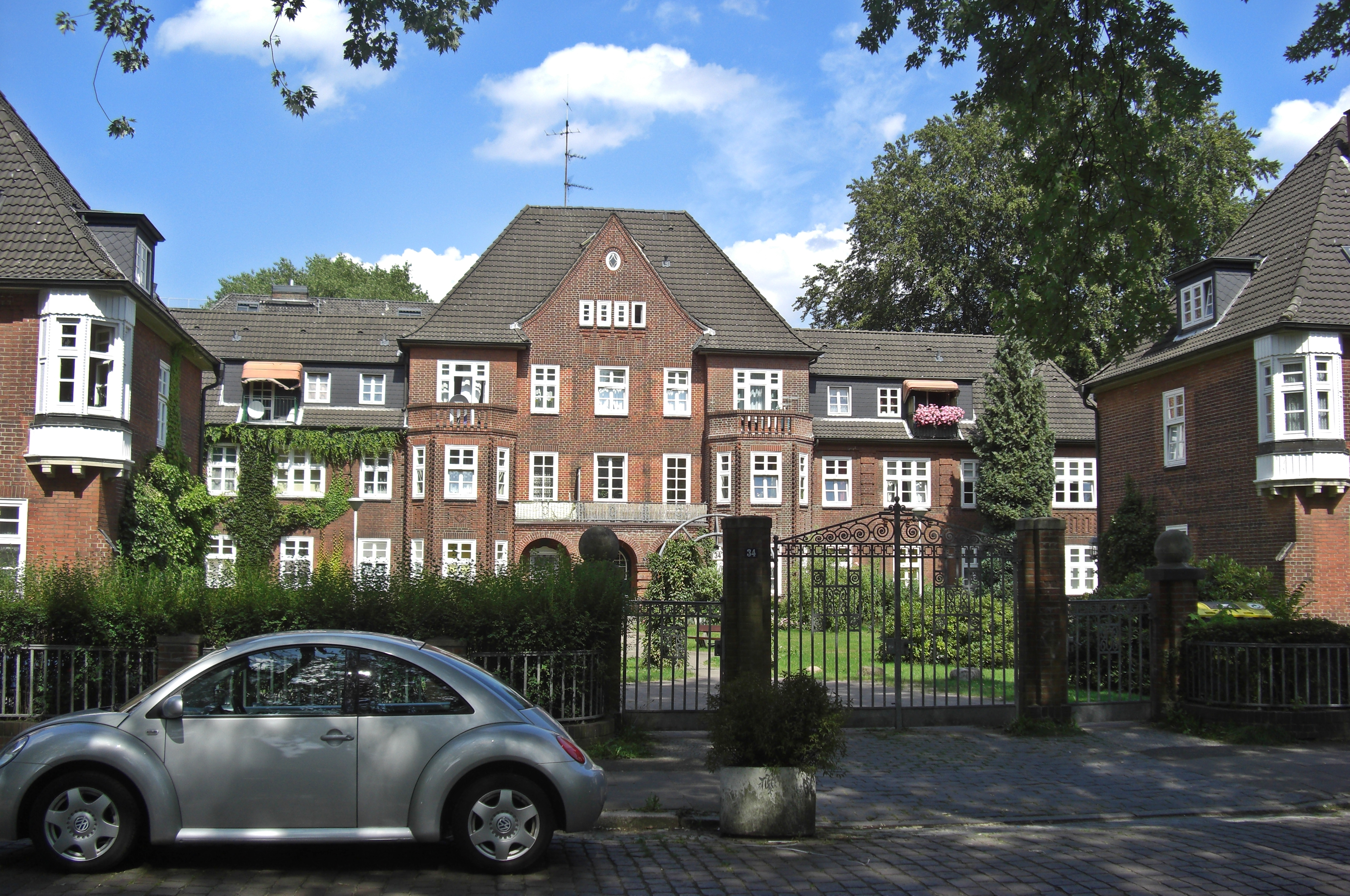
Lankenaustift (2009)

Das Lankenaustift in der Bleickenallee 34 in Hamburg-Ottensen wurde von 1912 bis 1913 nach den Entwürfen der Architekten Raabe & Wöhlecke als dreiflügelige Anlage erbaut. Die Fassade ist aus Klinkern errichtet und mit Sprossenfenstern versehen. Das Dach des Gebäudes ist mit grauen Pfannen gedeckt.
Das Gebäude der Wohnstiftung wurde für alleinstehende Senioren gebaut, die aufgrund ihrer Herkunft aus dem Arbeiter- und Handwerkermilieu sich keine andere Unterkunft leisten konnten. Die Stifter dieser Einrichtung waren die Eheleute Marie Mathilde und Vincent Louis Heinrich Lankenau.
Das Gebäude wurde am 14. August 2000 unter Denkmalschutz gestellt und ist noch nahezu unverändert erhalten.